# Joaquin Wilde
 (juin 2021).
 (juin 2021).
La mise en forme du texte ne suit pas les recommandations de Wikipédia : il faut le « wikifier ».
Les points d'amélioration suivants sont les cas les plus fréquents. Le détail des points à revoir est peut-être précisé sur la page de discussion.
- Les titres sont pré-formatés par le logiciel. Ils ne sont ni en capitales, ni en gras.
- Le texte ne doit pas être écrit en capitales (les noms de famille non plus), ni en gras, ni en italique, ni en « petit »…
- Le gras n'est utilisé que pour surligner le titre de l'article dans l'introduction, une seule fois.
- L'italique est rarement utilisé : mots en langue étrangère, titres d'œuvres, noms de bateaux, etc.
- Les citations ne sont pas en italique mais en corps de texte normal. Elles sont entourées par des guillemets français : « et ».
- Les listes à puces sont à éviter, des paragraphes rédigés étant largement préférés. Les tableaux sont à réserver à la présentation de données structurées (résultats, etc.).
- Les appels de note de bas de page (petits chiffres en exposant, introduits par l'outil «  Source ») sont à placer entre la fin de phrase et le point final[comme ça].
- Les liens internes (vers d'autres articles de Wikipédia) sont à choisir avec parcimonie. Créez des liens vers des articles approfondissant le sujet. Les termes génériques sans rapport avec le sujet sont à éviter, ainsi que les répétitions de liens vers un même terme.
- Les liens externes sont à placer uniquement dans une section « Liens externes », à la fin de l'article. Ces liens sont à choisir avec parcimonie suivant les règles définies. Si un lien sert de source à l'article, son insertion dans le texte est à faire par les notes de bas de page.
- La présentation des références doit suivre les conventions bibliographiques. Il est recommandé d'utiliser les modèles {{Ouvrage}}, {{Chapitre}}, {{Article}}, {{Lien web}} et/ou {{Bibliographie}}. Le mode d'édition visuel peut mettre en forme automatiquement les références.
- Insérer une infobox (cadre d'informations à droite) n'est pas obligatoire pour parachever la mise en page.

Pour une aide détaillée, merci de consulter Aide:Wikification.
Si vous pensez que ces points ont été résolus, vous pouvez retirer ce bandeau et améliorer la mise en forme d'un autre article.
Michael Paris (né le 5 octobre 1986 à Los Angeles, Californie) est un catcheur américain, actuellement employé par la WWE dans la division NXT sous le pseudonyme de Joaquin Wilde.

## Carrière

### International Wrestling Cartel (2004-2019)
Il fait ses débuts à la IWC le 6 novembre 2004 sous le nom de Shiima Xion, en perdant contre Jason Gory. 

#### Alliance avec Chris Maverick (2005)
Le 3 décembre, lors de l'évènement IWC Winter Bash 2005, The International Males perdent face à The Gambino Brothers Moving Company et ne remportent pas les titres par équipe.

#### Alliance avec Jason Gory et champion par équipe (2006-2007)
Le 20 janvier 2006, il perd face à Glenn Spectre et ne se qualifie pas pour le IWC Super Indy V.
Le 7 juillet, il forme avec Jason Gory l'équipe Team Catfish, et disputent un match contre The Kings Of Wrestling (Chris Hero & Claudio Castagnoli), mais ils perdent. 
Le 9 décembre, lors de l'évènement IWC A Call To Arms 3, ils remportent les titres par équipe dans un Fatal 4-Way Tag Team Match contre Sexual Harassment, The Cleveland Mafia et The Gambino Brothers.

### Total Nonstop Action Wrestling (2011-2018)

#### Début (2011-2012)
DJ Z débute le 23 juin 2011 à Impact Wrestling en battant Dakota Darsow et Federico Palacios dans un three-way X Division match à l'avance à la finale du tournoi à Destination X, où un contrat avec la promotion serait en cause. Lors de Genesis, il perd contre Austin Aries dans un match qui comprenait aussi Kid Kash et Jesse Sorensen et ne remporte pas le TNA X Division Championship. Lors de Against All Odds, il bat Jesse Sorensen et devient challenger n°1 au TNA X Division Championship. Lors de Victory Road 2012 il perd face à Austin Aries par soumission et ne remporte pas le TNA X Division Championship.

#### Champion de la X-Division (2012)
Lors de Destination X, il bat Flip Cassanova puis plus tard dans la soirée Sonjay Dutt, Kenny King et Mason Andrews lors du Ultimate X match pour devenir pour la première fois Champion De La X-Division. Lors de Hardcore Justice, il conserve son titre contre Kenny King. Lors de No Surrender, il bat Sonjay Dutt et conserve son titre. Lors de Bound for Glory (2012), il perd son titre contre Rob Van Dam.

#### Diverses rivalités et inactivité (2013)
Lors de Lockdown 2013, il perd contre Kenny King dans un match qui comprenait également Christian York et ne remporte pas le TNA X-Division Championship. 
Lors de One Night Only: X-Travaganza 2013, il perd contre Kenny King dans un Ultimate X Match qui comprenait également Mason Andrews et Rubix.
Lors de One Night Only: Joker's Wild 2013, Robbie E et lui perdent contre Bobby Roode et Joseph Park lors du premier tour du Joker Wild Tournament.

#### The BroMans (2013-2015)
Après plusieurs mois d’arrêts à la suite de sa maladie, il fait un retour victorieux le 27 novembre à Xplosion en battant Shark Boy.

#### Face Turnet Course au TNA X Division Championship (2015)
Lors de Bound for Glory (2016), il conserve son titre contre Trevor Lee.

#### Impact World Tag Team Champion et départ (2018)
Le 17 mai à Impact, avec Andrew Everett il bat Scott Steiner et Eli Drake et remporte les Impact World Tag Team Championship. Le 21 juin à Impact, ils perdent les titres par équipe de Impact contre The Latin American XChange.
Le 31 décembre 2018, il annonce à travers les réseaux sociaux qu'il quitte Impact Wrestling.

### Ring Ka King (2012)
Il fait ses débuts le 4 février en gagnant avec Jimmy Rave et Roscoe Jackson contre Joey Hollywood, Tony Broadway et Isaiah Cash

### Autres fédérations
Le 25 novembre 2017 lors de AAW Unstoppable, il bat Penta El Zero M et remporte le AAW Heritage Title.

### World Wrestling Entertainment (2019-...)
Le 14 mai 2019, la WWE annonce sa signature avec la fédération et il change de nom pour celui de Joaquin Wilde.

#### NXT & 205 Live (2019-...)
Il fait ses débuts télévisés à NXT en participant au NXT Breakout Tournament le 26 juin 2019 en perdant contre Angel Garza et ne se qualifie pas pour la suite du tournoi.

#### Legado Del Fantasma (2020-...)
Le 3 juillet à 205 Live, il forme avec Santos Escobar et Raul Mendoza l'équipe Legado Del Fantasma, et ils battent Leon Ruff et Liam Gray.
Le 22 août, lors du pré-show de NXT TakeOver : XXX, ils participent à un Triple Threat Tag Team Match pour déterminer les aspirants n°1 aux titres par équipe de NXT face à Breezango, et Oney Lorcan & Danny Burch. Ce match sera remporté par Breezango. 
Lors de NXT TakeOver: In Your House, il perd avec Llegado del Fantasma contre MSK et Bronson Reed dans un Winner Takes All Match et ne remportent pas les NXT Tag Team Championship et le NXT North American Championship.

## Palmarès
- All American Wrestling
  - 2 fois AAW Heritage Champion

- Absolute Intense Wrestling
  - 1 fois AIW Absolute Champion
  - 1 fois AIW Intense Champion
  - 1 fois AIW Tag Team Champion avec Shawn Blaze 
  - Battle Bowl (2011)
  - Todd Pettengill Invitational (2011)
  - Triple Crown

- Championship Wrestling Experience
  - 1 fois CWE Undisputed Champion

- Dramatic Dream Team
  - Takechi Six Man Tag Scramble Cup (2006) avec  Kudo et Mikami

- Far North Wrestling
  - 2 fois FNW Cruiserweight Champion

- Independent Wrestling Association East Coast
  - IWA East Coast Zero-G Crown (2008)

- International Wrestling Cartel  
  - 3 fois IWC World Heavyweight Champion (actuel)
  - 2 fois IWC Super Indy Champion
  - 2 fois IWC Tag Team Champion avec Jason Gory 
  - IWC Super Indy IX Tournament (2010)

- New Era Pro Wrestling
  - 1 fois NEPW United States Tag Team Champion avec Jason Gory

- Real Championship Wrestling
  - 1 fois RCW Cruiserweight Champion

- Total Nonstop Action Wrestling
  - 2 fois TNA X Division Championship
  - 1 fois Impact World Tag Team Champion avec Andrew Everett
  - TNA X Division Championship Tournament (2012)
  - Feast or Fired (2013 - TNA X Division Championship)

## Récompenses des magazines
| Année | 2007 | 2008 | 2009 | 2010       | 2011 | 2012 | 2013 | 2014 | 2015 | 2016 | 2017 | 2018 | 2019 |
| ----- | ---- | ---- | ---- | ---------- | ---- | ---- | ---- | ---- | ---- | ---- | ---- | ---- | ---- |
| Rang  | 368  | 381  | 376  | Non classé | 395  | 88   | 71   | 127  | 191  | 169  | 203  | 294  | 466  |